# Noémi Szabados
Noémi Szabados (ur. 2001) – węgierska zapaśniczka walcząca w stylu wolnym. Mistrzyni Węgier 2020. Zajęła dziesiąte miejsce na mistrzostwach świata w 2024. Piąta na mistrzostwach Europy w 2022 roku.
Druga na mistrzostwach Europy kadetów 2018 w Macedonii Północnej, oraz juniorskich ME 2021. 
Brązowa medalistka Mistrzostw Europy Juniorów 2019. W 2019 zajęła trzecie miejsce na Mistrzostwach Europy U23 w Serbii, 2022 w Bułgarii i w 2023 w Rumunii. Brązowa medalistka MŚ wojskowych w 2025.
Reprezentantka klubu Ferencvaros Budapest.